# جوانمردی روستایی
جوانمردی روستایی (به ایتالیایی: Cavalleria rusticana) فیلمی به کارگردانی فرانکو زفیرلی است که در سال ۱۹۸۲ منتشر شد. از بازیگران آن می‌توان به پلاسیدو دومینگو اشاره کرد.